# Zambezi, Zambia
Zambezi  este un oraș  în  Provincia de Nord-Vest, Zambia. Situat pe fluviui Zambezi, orașul găzduiește palatele șefilor triburilor Balunda și Balovale. Până în 1966 s-a numit Balovale, dar pentru a evita un conflict interetnic, numele localității a fost schimbat în denumirea pe care o poartă și astăzi.